# Spondæ
Spondæ (oldgræsk: σπονδεῖος spondeios, forkortes sp.) er en metrisk versefod der består af to lange eller trykstærke stavelser. Den angives som (- -).
En spondæ danner ikke kernen af almindelige versemål, og der er ikke er noget meter der konventionelt består af spondæer. Derimod optræder den som en rytmisk variant, især af en daktyl eller anapest, sjældnere jambe eller trokæ. I heksameter kan det forekomme i de første fire fødder og tjener som et middel til variation. Et heksameter med spondæ i femte fod kaldes spondiacus eller spondeiazon, og hvis det kun består af spondeer kaldes det holospondeus.